# A31 (Frankrijk)
De A31 is een Franse autosnelweg die loopt vanaf de A6 bij Beaune via de steden Dijon, Chaumont, Langres, Toul, Nancy, Metz en Thionville naar de grens met Luxemburg nabij Kanfen. De A31 sluit hier aan op de Luxemburgse A3.
Op het gedeelte tussen Beaune en Toul wordt tol geheven. De weg wordt voornamelijk gebruikt voor doorgaand transport en vakantieverkeer vanuit Noord-Frankrijk, België en Nederland naar het zuiden van Frankrijk.

## Geschiedenis

### Aanleg
De oudste delen van de huidige A31 zijn relatief oud en dateren van het begin van de jaren 60. Er werd gestart met de aanleg van een 2x2-autoweg van het centrum van de stad Metz naar het noorden, door de Moezel-vallei. Dit zorgde ervoor dat de latere A31 vlak naast het stadscentrum van Metz zou passeren. In het begin van de jaren 70 werd het deel tussen Metz en Nancy afgewerkt en werd het deel tussen Toul en Nancy in gebruik genomen. De huidige A31 maakte tussen Toul en Nancy toen nog een onderdeel uit van de N4. De A31 startte aanvankelijk in Nancy richting Luxemburg. In de jaren 70 waren er eveneens plannen om het gedeelte Toul-Nancy toe te wijzen aan de A33. De nieuwe verbrede N4 met 2x2-profiel werd voor een deel net ten zuiden van de oude weg (vandaag de D400) aangelegd (bijvoorbeeld bij Poste de Velaine en Gondreville) en voor een deel werd het profiel van de oude N4 verbreed (bijvoorbeeld tussen de huidige oprit no 17 en het knooppunt met de A33). Er bleven verschillende erftoegangen op deze verbrede N4 bestaan.
In 1974 bereikte de A31 Thionville (Yutz). Van Yutz (afrit 38) tot Thionville-Ouest (afrit 40) werd aanvankelijk enkel de eerste rijbaan afgewerkt (1977). De A31 passeert er in de buurt van het stadscentrum op enkele meters van de kerk Eglise Saint-Joseph de Beauregard. De moeilijke verbinding ten zuiden van Thionville zou pas in 1988 afgewerkt worden met de openstelling van de tweede rijbaan.
Het tolgedeelte van de A31, de verbinding tussen het Lorreinse gedeelte en de Bourgogne (Toul-Langres-Dijon-Beaune) werd in de jaren 70 en 80 aangelegd. Tot 1982 ging dit gedeelte onder de naam A37 door het leven. Het laatste deel van deze verbinding werd pas op het einde van de jaren 80 afgewerkt. Het deel tussen Toul en Nancy werd pas in de jaren 90 formeel naar autosnelwegstatus gebracht. In 1990 werd het deel Toul-Gondreville omgebouwd naar autosnelweg; in 1997 het deel ten oosten van oprit no 17. Hierbij werden erftoegangen op de N4/A31 verwijderd en vervangen door een nieuwe parallelweg (D400) waar dit nog niet het geval was (bijvoorbeeld ten oosten van oprit no 17).

### Verbredingen

#### Noordelijke deel
Tussen Metz-Zuid en het knooppunt Richemont (aftakking van de A30) is de tolvrije A31 van 2x3 rijstroken voorzien. Een kort stukje bij Nancy telt eveneens 2x3 rijstroken. In 2014 is de grensovergang met Luxemburg, die door de verplichte snelheidsverlaging het pendelverkeer stokte, gesloopt.

#### Zuidelijke deel
In de periode 2007-2008 is het zuidelijkste deel van de A31 vanaf de instroom vanaf Dijon (A311) tot het einde van de A31 op de A6 bij Beaune naar 2x3 rijstroken verbreed. Ongeveer gelijktijdig (2007-2009) werd het segment tussen de instroom vanaf de A5 bij Langres en het begin van de A39 naar Bourg-en-Bresse ook naar 2x3 rijstroken verbreed.

### Openstellingsgeschiedenis
| Van                 | Naar              | Lengte (km) | Datum                             |
| ------------------- | ----------------- | ----------- | --------------------------------- |
| Metz-Centre         | Hauconcourt       | 10          | 1963 (augustus)                   |
| Hauconcourt         | Mondelange        | 5           | 1964                              |
| Mondelange          | Richemont (A30)   | 3           | 1965                              |
| Maxéville           | Frouard           | 4           | 1968 (oktober)                    |
| Frouard             | Belleville        | 10          | 1970                              |
| Augny               | Metz-Centre       | 9           | 1971 (december)                   |
| Belleville          | Atton             | 8           | 1972                              |
| Atton               | Augny             | 22          | 1972 (16 december)                |
| Laxou (A33)         | Maxéville         | 4           | 1973 (juni)                       |
| Gondreville         | Laxou (A33)       | 10          | 1973 (juni) (als voie express N4) |
| Illange             | Thionville (Yutz) | 3           | 1974 (januari)                    |
| Beaune (A6)         | Dijon (A311)      | 27          | 1974 (22 oktober)                 |
| Richemont (A30)     | Illange           | 5           | 1975 (31 januari)                 |
| Elange              | Luxemburgse grens | 13          | 1981 (14 juli)                    |
| Til-Châtel          | Montigny-le-Roi   | 72          | 1983 (26 juni)                    |
| Toul                | Gondreville       |             | 1984 (als voie express N4)        |
| Montigny-le-Roi     | Toul (N4)         | 88          | 1984 (4 juni)                     |
| Thionville (Yutz)   | Elange            | 5           | 1988                              |
| Dijon (A311)        | Til-Châtel        | 43          | 1989 (23 juni)                    |
| Toul                | Gondreville       |             | 1990 (omvorming tot autosnelweg)  |
| 5 Tranchées (no 17) | Laxou (A33)       |             | 1997 (omvorming tot autosnelweg)  |

## A32 en verbetering van de mobiliteit
De A31 tussen Toul en de Luxemburgse grens wordt gekenmerkt door een verouderde infrastructuur. De weg is er volledig tolvrij en voert door de stedelijke centra van Metz en Thionville. Een beperkt gedeelte in de regio Metz telt 2x3 rijstroken. De andere gedeeltes van het tolvrije deel van de A31 tellen steeds 2x2 rijstroken.

### Aanleg A32
Van het begin van de jaren 90 tot in 2010 bestond er een project om de A31 te ontdubbelen door de aanleg van een nieuwe snelweg A32 tussen Toul en de grens met België of Luxemburg. Oorspronkelijk werd de naam 'A32' gegeven aan de snelweg tussen Metz en Saarbrücken via Freyming. Bij de opening van de snelweg van Freyming naar Straatsburg in 1996 werd de weg hernummerd naar A4 (Metz - Freyming) en A320 (Freyming - Duitse grens).
Er werden twee mogelijke tracés voorgesteld voor een nieuwe A32, die in elk geval een tolweg zou worden. Een eerste tracé zou grotendeels ten oosten van de huidige A31 lopen en de drie grote Lorreinse agglomeraties (Nancy, Metz en Thionville) bedienen. Tussen Toul en Dieulouard zou dit tracé ten noordwesten van de huidige A31 lopen. Ten zuiden van Metz zou een oostelijke aftakking naar de luchthaven Metz-Nancy-Lorraine en het TGV-station van Louvigny lopen. Via Florange zou de A32 ten westen van Thionville aansluiten op de huidige A31 naar Luxemburg. Dit tracé stuitte op veel bezwaren: het nieuwe tracé zou de bestaande problematiek op de A31 niet aanpakken en door regio's lopen die nu al lijden onder luchtvervuiling. Een tweede tracé zou een stuk meer westelijk lopen van Toul via Étain naar de A30 bij Longwy en zich voornamelijk richten op het afleiden van het internationale vrachtverkeer van de A31 naar deze nieuwe verkeersweg. Dit tracé zou echter de grote agglomeratie vermijden en dus geen bijkomende mobiliteit kunnen bieden voor de lokale bewoners.

### Alternatieven en afvoering A32: A31-bis
Vanaf 2003 werd er een scenario ontwikkeld dat zich meer richtte op duurzame ontwikkeling van de mobiliteit in de regio. Hierbij zou er meer aandacht gaan naar spoorwegvervoer (o.a. een verplaatsing van het TGV-station naar Vandières zodat het ook door lokale treinen bediend kan worden en een nieuwe vrachtcorridor Toul-Athus om capaciteit vrij te maken op de lijn Nancy-Luxemburg) en een verbreding van de huidige A31.
In 2005 werd er geconstateerd dat bij de volledige sluiting van de A31 ten zuiden van Thionville voor vijf maanden de verwachte grote files uitgebleven waren door een verplaatsing van het internationale vrachtverkeer naar andere assen (de A5 via Reims naar de A31 bij Langres). Hierdoor werd ook het nut van een grote verbreding in vraag gesteld.
Uiteindelijk werd het idee van een A32 in 2010 afgevoerd. In de plaats hiervan zou men de A31 beperkt verbreden - naar 2x3 tussen Nancy (D231 bij Bouxières-aux-Dames) en Fey (N431 ten zuiden van Metz) - en zou men een verbinding tussen Toul en Dieulouard aanleggen, net als een omleiding ten zuidwesten van Thionville, die de A30 bij Florange/Fameck zou verbinden met de A31 ten westen van Thionville. De toenmalige regio Lotharingen liet weten dat zij ook graag een verbreding tot 2x3 had gezien voor het stuk Thionville - Luxemburg, aangezien er veel inwoners van Lotharingen naar Luxemburg-stad pendelen. Het derde rijvak zou dan voorbehouden kunnen worden voor bussen en carpoolen. Daarnaast zou ook de oude douanepost bij de grens dringend afgebroken dienen te worden, aangezien de snelheidsbeperking het pendelverkeer hindert. In 2014 werd de douanepost ook effectief afgebroken.
In 2015 werd het project concreter. Voor de verbinding Toul-Dieulouard worden drie mogelijke tracés onderzocht. De verbreding tot 2x3 van het stuk Thionville-Luxemburg werd toegevoegd aan het project, net als de verbreding tot 2x3 van de A4 ten noordoosten van Metz (tussen de aantakking van de N431/A315 van Fey en de huidige A31 ten noorden van Metz). Daarnaast wordt ook het knooppunt Hauconcourt (vandaag een klaverblad) en Fey (vandaag een dubbele rotonde) heraangelegd. De nieuwe verbinding Toul-Dieulouard wordt in elk geval een tolweg. Ook voor het deel Fameck-grens is dit waarschijnlijk het geval. Voor het traject Bouxières (Nancy) - Fey (Metz) is de kans kleiner. Het project van de "A31 bis" zou afgewerkt moeten zijn tegen 2030.

## Foto's

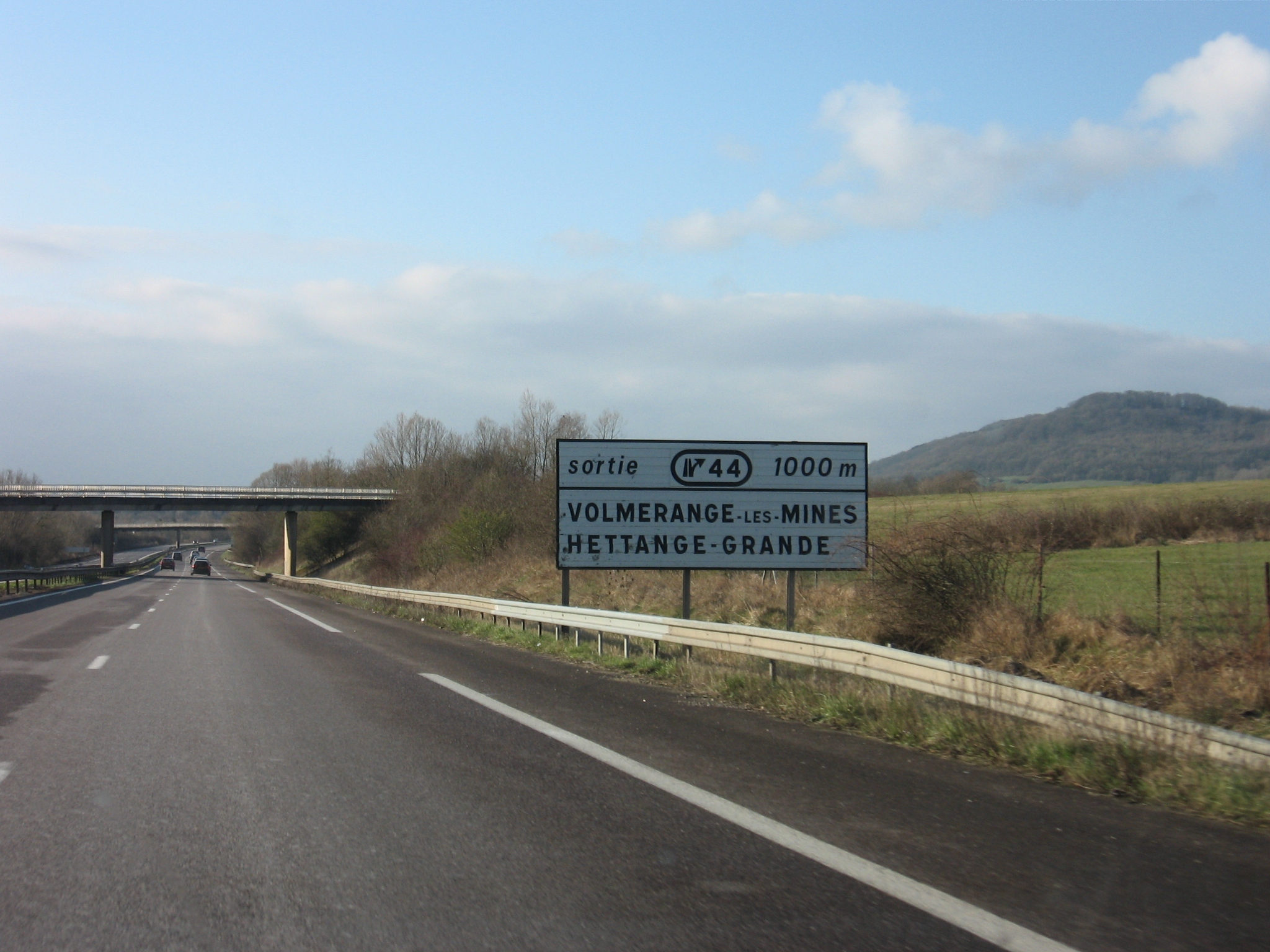
A31 bij afrit 44
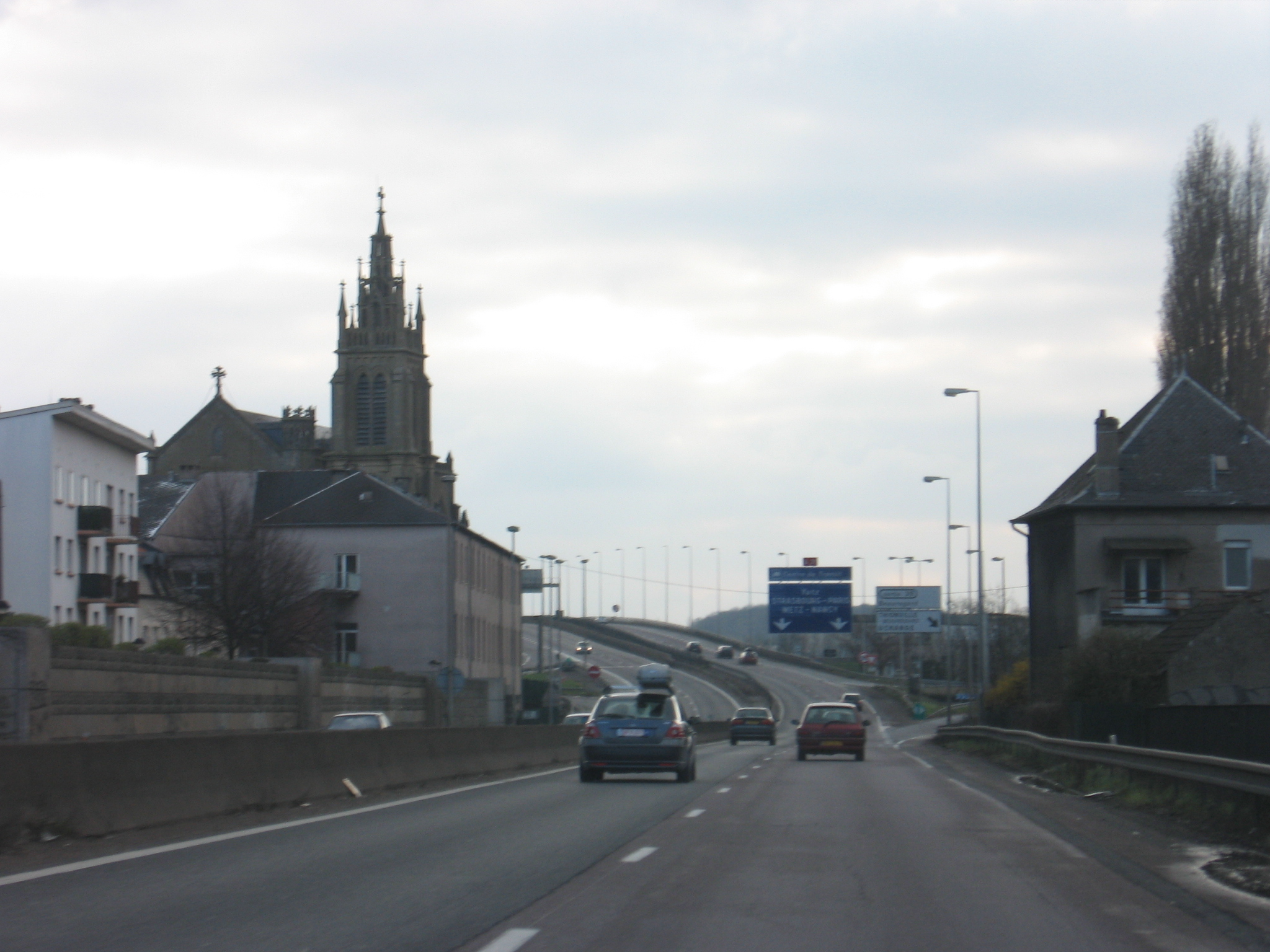
Traverse door Thionville
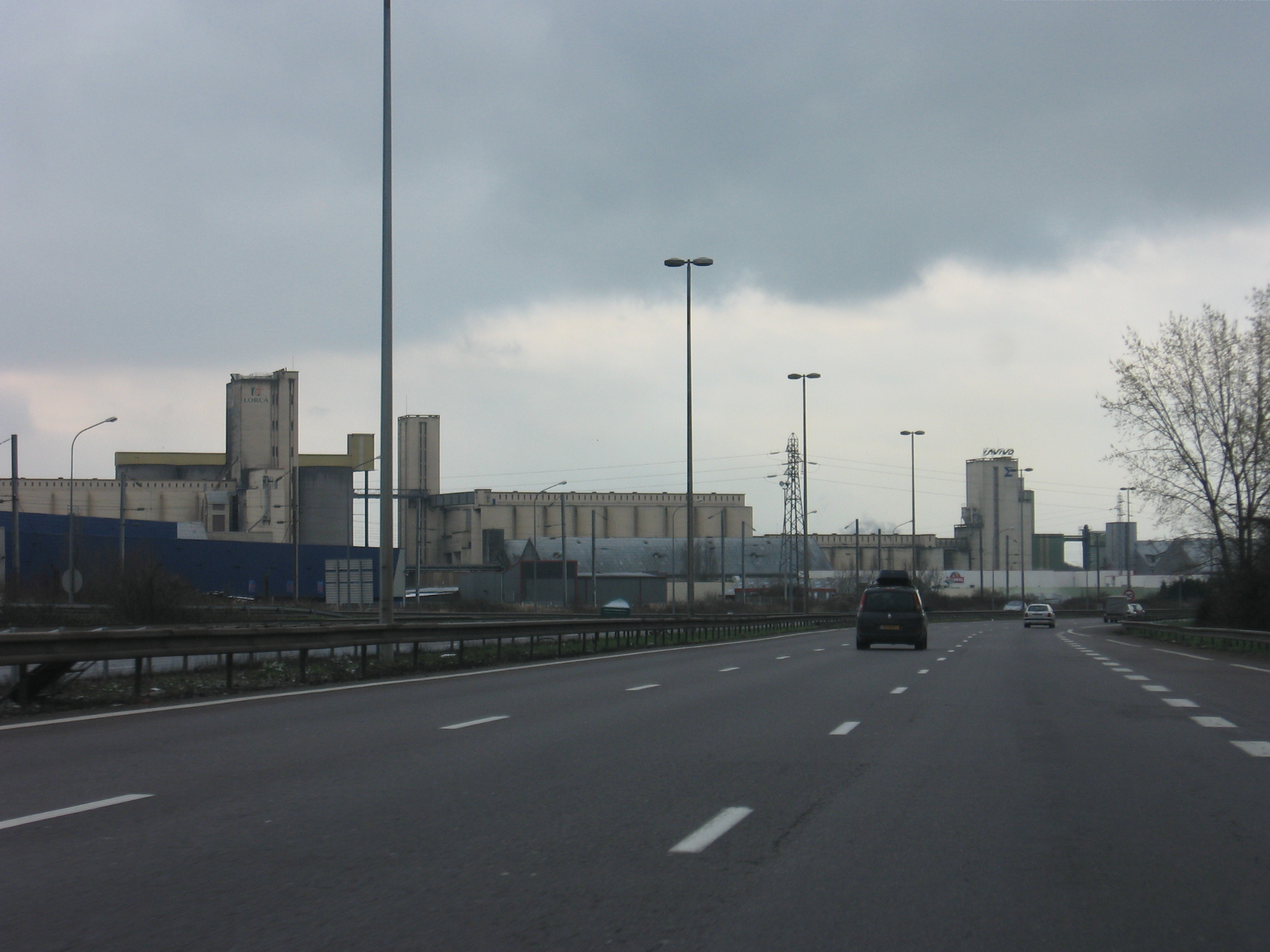
Fabrieken bij Metz
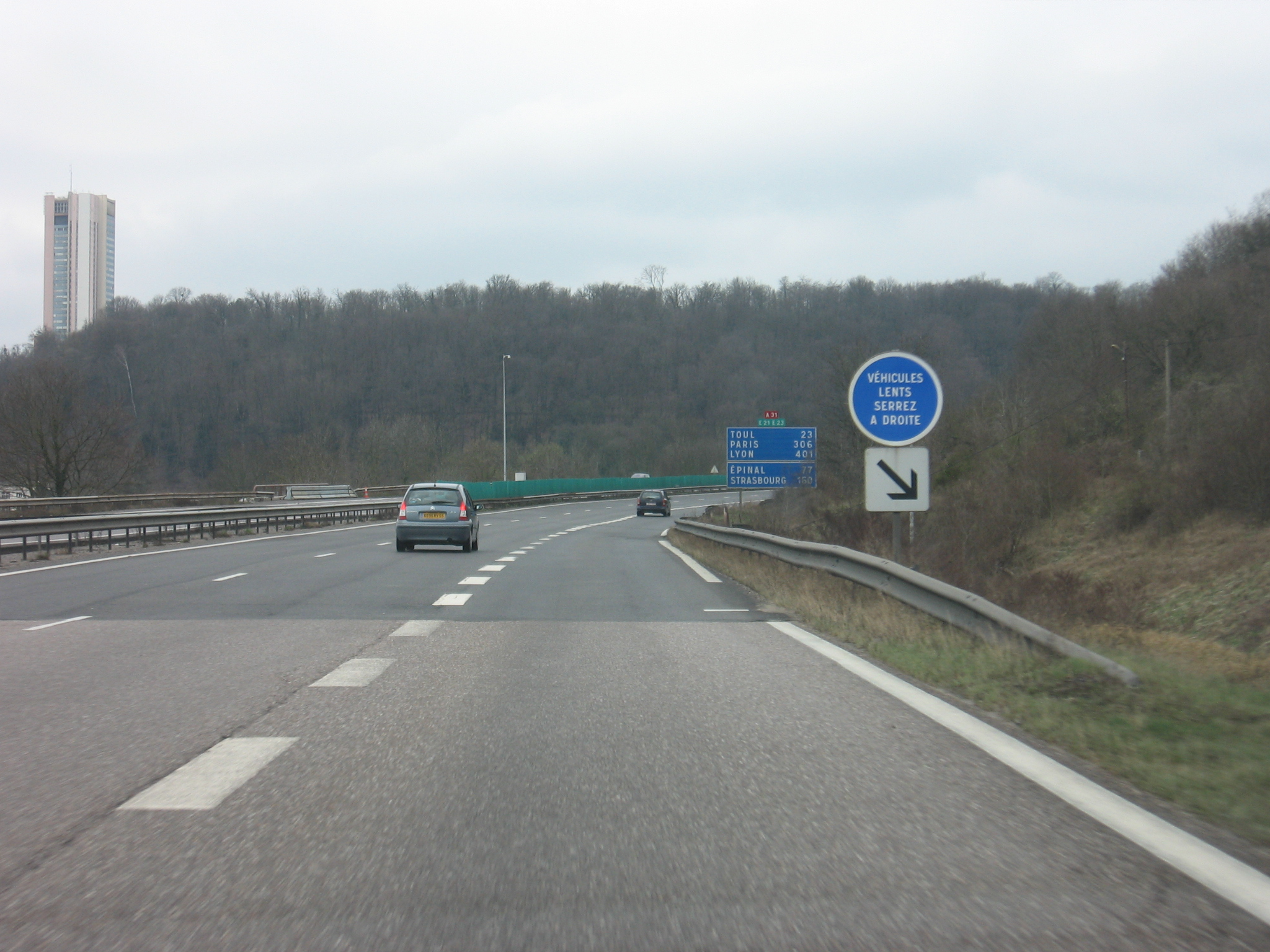
A31 ten westen van Nancy, in de richting van Toul
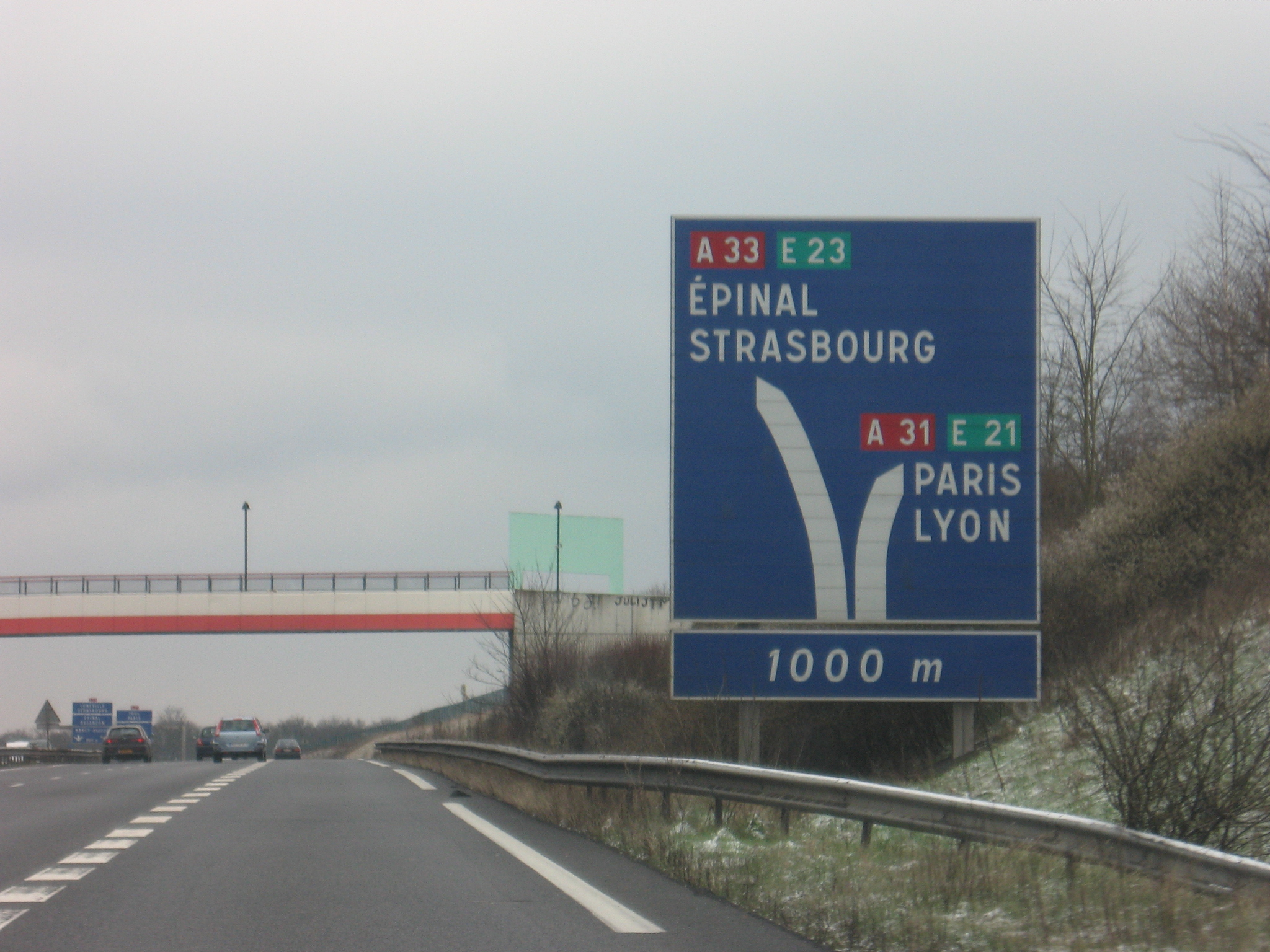
A31 bij het knooppunt met de A33